# أحمد سعد العقاد
الشيخ أحمد بن سعد العقاد (1307هـ – 1373 هـ) صوفي مصري من أسرة مشهورة بالتصوف. ويمتد نسبi إلى الإمام محمد العقاد المتوفى سنة 1203هـ, وهو الجد الثالث لأسرته, من علماء الأزهر. وكان ولده علي بن محمد العقاد عالماً متصوفاً أخذ القبضة الشاذلية وصار شيخاً لجماعة دلائل الخيرات واتخذ له زاوية يستقبل فيها الزهاد من أبناء الطريق. كما كان حفيده عثمان بن على المتوفى سنة 1279 هـ فقيها وعمر زاوية أبيه وتولى رعاية روادها والإنفاق عليهم. وكذلك كان الشيخ سعد بن عثمان بن على المتوفى 1935 م عالماً من علماء الأزهر نحا نحو آبائه في انتهاج طريق الزهادة والتصوف.

## مؤلفاته
وقد ترجم لحياته في كتابه “الراح الطهور في التحدث بنعمة الله الشكور". وترك عدة مؤلفات في مختلف الفنون تدل على غزارة علمه وتمكنه من مادته. وقد طبع منها الجزء الأول من كتابه “ضياء الأكوان في تفسير القرآن “ وكتاب “شرح أسماء الله الحسنى “ الذي قدمه للقراء فضليه الشيخ الدكتور عبد الحليم محمود شيخ الأزهر ، ومما طبع له أيضا ” تاريخ الإمام الحسين “ وكتاب ” تاريخ أبى العزائم “ وكتاب ” الكواكب الدرية في هجرة خير البرية “ وكتاب ” نظرات الأخيار “ وكتاب “جواذب الأرواح “ وكتاب ” الدين النصيحة “ وكتاب ” في مواهب الإنسان “ .
وله عدة كتب أخرى مخطوطة لم تطبع بعد منها ” الفقه على المذاهب الأربعة “  ” المولد النبوي “  “المقامات والأحوال”   “الشفع الوتر”   “أدعية الرسول”  “حكم وأمثال”   “خطبة منبرية “  “أهل الغرام ”   “فضل عاشوراء”   “أهل بدر” .

## شعره
وكان الشيخ إلى جانب تفوقه العلمي متفوقاً في الشعر بتميز بموهبة خلاقة وطبع موات وبديهة مسعفة. وله شعر كثير يدل على ملكته الشعرية المبدعة وأكثر أشعاره في المدائح النبوية. وله قصيدة نهج البردة والهمزية والتائية والعينية وكل واحدة منها تربو على ألف بيت وقد نهج فيها النهج الصوفي. وتمثل فيها العشق الإلهي على طريقة المتصوفة في أشعارهم. ومن قصيدته نهج البردة قوله:
أمـن شهــود جمـال الله ذي الكــرم
هجـرت نومـك في حـل وفي حـرم
أم من ظهور معاني اللطف في صور
حسنى تجلى بها المحبوب في النعم
أم هـــــذه جــذبات الحــــب من أزل
بغيــــر كســــــب لأواه ومصــــــطلم
وقال من قصيدته الهمزية :
كيــــف تخفـى ونــــــورك الوضــــاء
وجميــــع الوجـــــود منـــك مضــــاء
يــا جميـلا لـــــه حنــــــان ولــــطف
بالبــرايـــــا وجـــــــارة لا يســـــــاء
يــا رحيمـــا الطـافــة غمـرتنــــــــــا
وتـوالت لــــم يحصهــــا إمـــــــــلاء
ويشتمل كتابه “كؤوس المدام في مواويل أهل الغرام ” على أزجال نحا فيها نحوا صوفيا وطوعها لمواجيده الصوفية في أسلوب طريف وطريقة مبتكرة .
ومنها قولة :
الكـــــون ليـــــل لـكـــــن بـالنبـي نــــــــور
والجســم مــن طيـن سبحـان الذي صــور
والـرزق مقسـوم والعبـد الجهــــول طـــــاع
والعـمـر مـكتـوب والمـولى العظيــم قــــدر
وأشعاره الصوفية جديرة بالنشر والذيوع وهي لا تقل صدقاً وفيضاً عن الشعر الصوفي عند كبار الصوفيين.